# Університет-то я закінчив…
Університет-то я закінчив… (яп. 大学は出たけれど, Daigaku wa detakeredo) — японський фільм 1929 року, знятий режисером Одзу Ясудзіро. Наразі фільм втрачено, за винятком уривка тривалістю приблизно 10 хвилин.
Хіроші Шімізу друг і колега Одзу, який був співавтором сценарію, спочатку мав би бути режисером фільму. Танака Кінуйо дружина Шіміза, зіграла у фільмі головну роль.

## Сюжет
Тецуо Номото, який здобув вищу освіту, йде влаштовуватися на роботу. Однак у фірмі, яку він відвідав, йому відмовляють у кваліфікованій роботі, пропонуючи лише місце адміністратора на вході. Це нижче його гідності, і ображений Тецуо йде, відмовившись від роботи. Вдома чекають гості — приїхали мати і його наречена Матіко. Він приховав від них своє безробітне становище, сказавши, що влаштувався на гарну роботу.
Після того, як він одружується з Матіко, він змушений зізнатися їй, що він безробітний. Матіко влаштовується на роботу в бар, де прислуговує за столиками. Тецуо поміркувавши, наважується піти і погодитися на ту пропозицію працювати адміністратором, від якої спочатку відмовився, але замість цього йому пропонують більш оплачувану посаду.

## Фільмування
Як реквізит у фільмі використано постер з німої комедії Гарольда Ллойда «Гонщик». Один з візуальних ляпів у фільмі відбувається, коли чоловік вибачається перед дружиною і раптом б'є її по голові, але потім виявляється, що він вбивав комара.

## Сприйняття
За словами Дональда Річі, фільм Одзу «На іспиті-то я провалився…» 1930 року був частково заснований на цьому фільмі. На думку Девіда Бордвелла, наступний фільм «На іспиті-то я провалився…» представляє протилежну ситуацію до цієї стрічки, оскільки головний герой не закінчує навчання і тому не стикається з безробіттям. Обидва фільми відображають тему, яка проходить через кілька фільмів Одзу того періоду — безробіття серед молоді в тогочасній Японії.
Івасакі Акіра описав фільми Одзу, починаючи з цього фільму і до «Народитися-то я народився…», як такі, що «більш безпосередньо зображують психологічну депресію „темного періоду“, ніж будь-які інші фільми». Критик Кінема Дзюмпо поскаржився, що грайливість фільму була «шокуючою» і що щасливий кінець відволікає від соціального послання.